# 许癸努斯
盖乌斯·尤利乌斯·许癸努斯（拉丁语：Gaius Julius Hyginus，约前64年~17年），拉丁作家，他的著作对于现代学者研究古希腊神话具有重要意义。

## 生平
许癸努斯生活在公元1世纪的罗马帝国初期。他可能出生于埃及（亚历山大城）或西班牙，是著名希腊学者卢基乌斯·科尔内利乌斯·亚历山大的学生。苏埃托尼乌斯说许癸努斯是奥古斯都皇帝的一个释放奴隶，被奥古斯都任命为罗马城图书馆的管理员。苏埃托尼乌斯又说许癸努斯在晚年时变得非常贫困，依靠历史学家克劳狄·利基努斯的救济生活。
许癸努斯曾有许多著作，但其中大部分都已失传。失传的作品包括一些地理学和生物学论文，为维吉尔的诗作而写的评论等等。现在仍能看到的许癸努斯的著作有两种：一是他根据希腊语文献所写的、关于希腊神话的资料汇编《神的谱系》，这是一本供研习希腊文化的学生使用的工具手册。后来米库卢斯将此书出版时，把书名改为《传说集》。此书的原稿已失佚，只有一份5世纪手抄本的残卷藏于梵蒂冈图书馆。此外，《天文的诗歌》（根据伪厄拉托斯忒涅斯的《星变记》写成）也被认为是许癸努斯的作品。

## 主要著作
- 《传说集》（Fabulae）
- 《天文的诗歌》（De Astronomica）